# Крушкол, Юлия Семёновна
Юлия Семёновна Крушкол (1905 — декабрь 1977, Москва) — советский археолог, специалист по античной нумизматике. К началу 1970-х гг. стала одним из ведущих советских специалистов по истории античного мира на территории СССР.

## Биография
Родилась в с. Култук Иркутской губ. 14 октября 1902 г. в семье инженера п. с. Семёна Григорьевича Крушкола (1857—1916), начальника 1-го участка по постройке Кругобайкальской ж. д.
Окончила среднюю школу в г. Гудаута, куда её семья переехала через несколько лет после её рождения. Получила высшее образование в Кубанском педагогическом институте.
В 1931 году Юлия Семёновна была принята в Государственный исторический музей на должность младшего научного сотрудника — экскурсовода в кабинет экскурсионной работы.
С 1932 по 1935 год она училась в аспирантуре ГИМ по сектору истории Древнего мира.
В 1936 году Юлия Семёновна была принята в Кабинет нумизматики.
С 1938 г. преподавала на историческом факультете Московского областного педагогического института им. Н. К. Крупской, где читала курсы античной истории и археологии.
В 1950—1970-е гг. неоднократно участвовала в археологических экспедициях на территории СССР. Автор многочисленных работ по истории античного мира, нумизматике, антропологии.
В 1972 г. племянник Ю. С. Крушкол, Михаил Восленский (сын её сестры Веры), находясь в командировке в ФРГ, отказался от возвращения в СССР. Это создало затруднения для её публикаций и преподавательской работы. В 1977 г., когда она умерла, историческая пресса СССР никак это не отметила; лишь в следующем 1978 г. в конце статьи за её авторством было помещено краткое сообщение о смерти автора.
Юлия Семёновна была в составе комиссии по приему Государственной Оружейной палаты Московского Кремля.

## Научная деятельность
В 1934 году она работала в составе Боспорской археологической экспедиции в Камыш-Буруне, в 1939 году в составе Фанагорийской, в 1946 году в Херсонесской в 1948 году и Кубанской экспедиций ГИМа.
В 1936 году Юлия Семёновна защитила диссертацию на тему: «Торговля Родоса с Северным Причерноморьем в эпоху эллинизма».
В во времена работы в Кабинете нумизматики ей были разобраны коллекции монет Северного Причерноморья, древнегреческих, парфянских, римских республиканских и императорских монет до II века включительно.
В 1951 под руководством Юлии Семёновны была проведена экспедиция на Тамань от Государственного Исторического музея.
В 1952 году она участвовала в раскопках на Тамани уже под руководством Б. А. Рыбакова.
В 1958 году ею была организована экспедиция для обследования территории совхоза и окрестностей Джемете.
В 1960-е годы Юлия Семёновна занимается исследованием синдского населения Таманского полуострова.
В 1964 году была проведена экспедиция МОПИ под руководством Юлии Семёновны, которая обнаружила в окрестностях хутора Рассвет остатки античного строения и за два сезона раскопала его.

## Публикации
- Крушкол Ю. С. Археологические работы на Кубани и Черноморье // Наука и техника. — 1930. — № 38.
- Крушкол Ю. С. Афинская декадрахма Государственного Исторического Музея // Тр. / Гос. историч. музей: Сб. ст. по археологии СССР / Под общ. ред. Г. Г. Бережного. — М.: ГИМ, 1938. — Вып. 8. — С. 179—190.
- Крушкол Ю. С. Экспорт и сельскохозяйственный импорт Северного Причерноморья // Ученые записки МОПИ. — М.: МОПИ, 1940. — Т. 2: Исторический факультет. — С. 170—184.
- Крушкол Ю. С. Легенды родосских амфор // ВДИ. — 1946. — № 3. — С. 190—196.
- Крушкол Ю. С. Золотая монета Синдики // ВДИ. — 1946. — № 4. — С. 164—166.
- Крушкол Ю. С. Некоторые данные о рабстве на Родосе в эпоху эллинизма // ВДИ. — 1947. — № 3. — С. 231—232.
- Крушкол Ю. С. Кафедра древней истории МОПИ // ВДИ. — 1948. — № 2. — С. 179.
- Крушкол Ю. Защита диссертаций на Ученом совете исторического факультета Московского областного педагогического института // ВИ. — 1948. — № 4.
- Крушкол Ю. С. Амфорные ручки из раскопок 1946 г. в Херсонесе // Вестник древней истории. — 1949. — № 2. — С. 98-100.
- Крушкол Ю. С. Московский областной пединститут. Кафедра древней истории // ВДИ. — 1949. — № 3. — С. 199—200.
- Крушкол Ю. С. Ранние монеты Пантикапея как исторический источник // ВДИ. — 1950. — № 1. — С. 183—188.
- Крушкол Ю. С. Раскопки древнего Патрэя в 1949 г. // ВДИ. — 1950. — № 2. — С. 231—233.
- Крушкол Ю. С. Рец. на: Тарн В. Эллинистическая цивилизация // ВДИ. — 1950. — № 4. — С. 103—106.
- Крушкол Ю. С. Раскопки древнего Патрэя в 1950 г. // ВДИ. — 1951. — № 2. — С. 225—228.
- Крушкол Ю. С. Рец. на: Пендлбери Дж. Археология Крита // ВДИ. — 1951. — № 3. — С. 148—150.
- Крушкол Ю. С. Монеты Фанагорийского городища раскопок 1937 и 1939 гг. Государственного исторического музея // СА. — 1951. — XV. — С. 256—272.
- Крушкол Ю. С. Рец. на: Хрестоматия по истории древнего мира, т. II. Греция и эллинизм / Под ред. акад. В. В. Струве // ВДИ. — 1952.- № 1. — С. 120—125.
- Каллистов Д. П., Крушкол Ю. С. Рец. на: Колобова К. М. Из истории раннегреческого общества (о. Родос IX—VII вв. до н. э.) // ВДИ. — 1952. — № 4. — С. 74-78. (первая часть рецензии написана Д. П. Каллистовым (с. 66-73 в том же выпуске)).
- Крушкол Ю. С. Монеты с монограммами из Патрэйского клада 1950 г. // ВДИ. — 1952. — № 3. — С. 137—147. (следом, на с. 147—155, помещена статья В. К. Голенко «Монеты из случайных находок в Патрее (1947—1950)»).
- Крушкол Ю. С. К вопросу о киммерийцах // Археология и история Боспора: Сб. Керченского историко-археологического музея. — Симферополь, 1952. — Вып. I. — С. 89-101.
- Крушкол Ю. С. Патрэйский клад 1950 г. // КСИИМК. Краткие сообщения о докладах и полевых исследованиях. — М.-Л.: Изд-во АН СССР, 1956. — Т. 66. — С. 116—117.
- Крушкол Ю. С. Основные пункты и направления торговли Северного Причерноморья с Родосом в эллинистическую эпоху // ВДИ. — 1957. — № 4. — С. 110—115.
- Крушкол Ю. С. Монеты из раскопок в Херсонесе в 1946 г. // Нумизматический сборник. — М., 1957. — Т. 2. — С. 61-69.
- Крушкол Ю. С. Монеты из раскопок Патрея 1949—1951 // ВДИ. — 1958. — № 3. — С. 136—142.
- Крушкол Ю. С. Античные города Северного Причерноморья // Ученые записки МОПИ. — М.: МОПИ, 1961. — Т. CI. Всеобщая история, Вып. 3.
- Крушкол Ю. С. О значении вторых имен родосских амфорных клейм // Древний мир: Сб. статей акад. В. В. Струве. — М.: Изд-во восточной литературы, 1962. — С. 555—561.
- Крушкол Ю. С. Археологические исследования древней Синдики экспедициями Московского областного педагогического института им. Н. К. Крупской // Ученые записки МОПИ. — М.: МОПИ, 1963. — Т. CXV: Всеобщая история, Вып. 4.
- Крушкол Ю. С. Находки античных монет в Анапском районе // Нумизматика и эпиграфика. — 1965. — Вып. V. — С. 51-55.
- Крушкол Ю. С. Древние монеты // Детская энциклопедия. — М.: Просвещение, 1965. — Т. 8: Из истории человеческого общества. — С. 601.
- Крушкол Ю. С. К вопросу об этногенезе синдов // Античное общество: Тр. конф. по изучению проблем античности. — М.: Наука, 1967. — С. 156—161.
- Крушкол Ю. С. Античное здание в районе Горгиппии // Античная история и культура Средиземноморья и Причерноморья: Сб. статей: К столетию со дня рождения акад. С. А. Жебелева. — Л.: Наука, 1968. — С. 213—219.
- Крушкол Ю. С. Античные авторы о древней Синдике. — Budapest, 1968.
- Крушкол Ю. С. Раскопки на хут. Рассвет // Археологические открытия 1968 года. — М., 1969. — С. 108—109.
- Крушкол Ю. С. Античное здание на периферии Древней Синдики // Klio. — Berlin, 1969. — Bd. 51.
- Крушкол Ю. С. Раскопки на хут. Рассвет // Археологические открытия 1969 года. — М., 1970.
- Крушкол Ю. С., Карасёв В. Н. Раскопки на хут. Рассвет // Археологические открытия 1970 года. — М., 1971. — С. 115.
- Крушкол Ю. С. Древняя Синдика: Автореф. канд. дисс. — М., 1970.
- Крушкол Ю. С. Древняя Синдика. — М.: МОПИ, 1971. — 252 с.
- Крушкол Ю. С. Терракоты из античного здания на х. Рассвет // СА. — 1971.
- История древнего мира: В 2-х ч. / Под ред. Ю. С. Крушкол. — М., 1970—1971.
- Редер Д. Г., Черкасова К. О. Історія стародавнього світу: Навчальний посібник: У 2-х ч. / Під ред. Ю. С. Крушкол. — К.: Вища школа, 1972.
  -  — 2-е изд. — К.: Вища школа, 1976. — 415 с.
- Крушкол Ю. С., Карасев В. Н. Раскопки на хут. Рассвет // АО 1971 г.- М. 1972. — С. 146—147.
- Крушкол Ю. С., Карасев В. Н. Раскопки на хут. Рассвет // Археологические открытия 1972 года. — М. 1973. — С. 131—132.
- Крушкол Ю. С. Клад бронзовых монет времени Митридата VIII из селения Сукко Анапского района // ВДИ. — 1978. — № 4. — С. 61-63.
- Редер Д. Г., Черкасова Е. А. История древнего мира / Под ред. Ю. С. Крушкол. — М.: Просвещение, 1979. — Ч. 1-2.
- Крушкол Ю. С. Греческая колонизация древней Синдики // Проблемы греческой колонизации Северного и Восточного Причерноморья. — Тбилиси. 1979. — С. 113—119.
- Бокщанин А. Г., Дворецкая И. А., Крушкол Ю. С. и др. История древнего мира: Ч. II Греция и Рим. Учеб. пособие для студентов пед. институтов / Под. ред. А. Г. Бокщанина. — 2-е изд., испр. и доп. — М.: Просвещение, 1981. — 431 с.
- Хрестоматия по истории древнего мира. Пособие для учителей / Сост. Ю. С. Крушкол, Н. Ф. Мурыгина, Е. А. Черкасова; Под ред. Е. А. Черкасовой. — М.: Просвещение, 1975.
  -  — 2-е изд., доп. и перераб. — М.: Просвещение, 1987. — 255 с.
  -  — 3-е изд. — М.: Просвещение, 2002.